# Ислам в Мавритании
Ислам в Мавритании является государственной религией. Ислам исповедует 99,2 % населения этой страны.

## История
Через территорию Мавритании проходили караванные торговые пути по которым в страну начали проникать мусульманские торговцы и проповедники. Ислам начал распространяться на территории Мавритании в VIII веке. В середине XI века территория Мавритании стала одним из центров формирования державы Альморавидов, покорившей страны Магриба и мусульманскую Испанию на севере. После падения Альморавидов в середине XII века племена Мавритании стали фактически независимыми. Мавритания в Средневековье стала известна как один из главных районов распространения ислама в Магрибе. Особым влиянием в Мавритании пользовались дервишские ордена; в XVI веке важную роль в их распространении сыграл шейх Сиди Ахмед Беккаи. К XIX веку наибольшим влиянием пользовались ордена Тиджания, Кадирия; в конце XIX — середине XX веков — Хамалия и Фадилия. В XV—XVI веках попытки установить своё влияние в Мавритании предпринимали правители Марокко, но им не удавалось надолго закрепиться. В начале XV века началось проникновения в Мавританию европейцев: португальцев, голландцев, французов. Проникновение французов усилилось после основания ими в 1659 году в устье реки Сенегал форта Сен-Луи.
Имам Насир ад-Дин, создал в середине XVII века в долине реки Сенегал теократическое государство. Во 2-й половине XVII века на территории Мавритании сформировались эмираты Трарза и Бракна. В середине XVIII века в центральной Мавритании возникли эмираты Адрар и Тагант. В 1850-е годы в результате ряда войн французы вынудили эмираты заключить невыгодные договоры, приведшие к закреплению французского влияния в регионе. Сопротивление колонизаторам в конце XIX — начале XX веков организовывали суфийские братства, провозглашавшие священную войну (джихад). На рубеже XIX—XX веков священную борьбу против французов многих племён западносахарского региона возглавлял шейх Ма аль-Айнин. В 1901—1904 годах в результате миссии французского колониального деятеля Ксавье Копполани, заручившегося поддержкой авторитетных духовных лидеров страны, Франция объявила Мавританию своим протекторатом. К 1912 году территория Мавритании полностью контролировалась французами. Французская администрация пользовалась поддержкой со стороны духовных лидеров страны — марабутов и шейхов. После обретения независимости в 1960 году Мавритания была провозглашена исламской республикой. Конституция 1985 года объявила ислам государственной религией и установила шариат в Мавритании.

## Численность
3,338,000 мавританцев, что составляет 99,0 % населения этой страны исповедуют ислам. Большинство из них сунниты Маликитского масхаба. Также есть представители суфийских орденов, а также ахмадиты.

## Мечети и исламские организации Мавритании
В Мавритании построено 8000 мечетей. Старейшей мечетью является построенная в XIV веке Шингеттиская соборная мечеть. Самой красивой считается построенная в 2004 году на средства поступившие из Саудовской Аравии Саудовская мечеть.